# (12849) 1997 QD2
1997 كيو دي 2 (ويعرف أيضًا باسم (12849) 1997 كيو دي 2 وفق تسمية الكوكب الصغير) (بالإنجليزية: 1997 QD2)‏ هو كويكب ضمن حزام الكويكبات؛ وترتيبه 12849 من حيث الاكتشاف.
اكتُشف هذا الجُرم الفلكي بواسطة تاكيشي أوراتا ‏ في 27 أغسطس 1997.

## وصلات خارجية
- (12849) 1997 QD2 في قاعدة بيانات مختبر الدفع النفاث لأجرام النظام الشمسي الصغيرة

- الاكتشاف · مخطط المدار ·  العناصر المدارية · المعلمات المادية

- (12849) 1997 QD2 على موقع ويكي سكاي: DSS2, SDSS, GALEX, IRAS, Hydrogen α, X-Ray, Astrophoto, Sky Map, Articles and images